# FSV Frankfurt
FSV Frankfurt (celým názvem: Fußballsportverein Frankfurt 1899 e. V.) je německý sportovní klub, který sídlí ve Frankfurtu nad Mohanem v Hesensku. Domácí utkání běžně pořádá na dvanáctitisícovém Frankfurter Volksbank Stadionu. Klub vznikl 20. srpna 1899 a během své více než stoleté historie okusil jak tehdejší nejvyšší soutěž, tak nižší ligové soutěže. Za nejúspěšnější období lze považovat meziválečné období 20. a 30. let 20. století. Významnými milníky současnosti jsou postup z Regionalligy do 2. Bundesligy v roce 2008 a čtvrté místo ročníku 2012/13, kdy postup do 1. Bundesligy klubu jen těsně unikl. Hlavním sponzorem klubu je telekomunikační společnost Sparhandy.de (Sparhandy GmbH), jenž své logo umístila i na frankfurtský dres.
Mimo fotbalu se lidé v FSV Frankfurt zabývají též tenisem, bowlingem a lehkou atletikou.

## Historie

### Od založení FSV k 1. světové válce (1899–1918)
Frankfurtský klub založili léta 1898 mladíci ze severního Frankfurtu a dali mu název Fußballklub Nordend. Podobně jako mnoho jiných, i tento amatérský frankfurtský celek nespadal pod žádný ze sportovních svazů. Rok nato, přesněji 20. srpna 1899, vznikl klub Fußball-Sport-Vereins 1899 Frankfurt/Main. Ve Frankfurtu sice fungoval sportovní oddíl Turnsportverein Frankfurt, zde se ovšem zabývali jen lehkou atletikou a fotbalem, obdobně jako i jinde, opovrhovali. Základnou mužstva se stalo bornheimské hřiště přezdívané Im Prüfling.
Po založení německého fotbalového svazu DFB roku 1900 se frankfurtský celek přidal ke skupině jihoněmeckých fotbalových klubů VSFV (Verband Süddeutscher Fußball-Vereine, později Süddeutscher Fußball-Verband) s kluby z Bádenska-Württemberska, Bavorska a Hesenska. První roky fungování tohoto modelu spadal FSV Frankfurt mezi spodní týmy C-třídy. Solidní výkony a výsledky tým katapultovaly do A-třídy a onehdy nejvyšší ligové soutěže. V ročníku 1902/03 se zapojil do konečných soubojů o jihomistrovství, avšak ve druhém kole podlehl týmu FC Hanau 93. V letech 1900 až 1908 hrával FSV také frankfurtskou fotbalovou soutěž a v její konečný ročník ji opanoval.
V roce 1908 klub získal vlastní pozemky a roku 1913 byl jedním z největších v širokém okolí. I přes příslušnost k vrchní A-třídě nezažil FSV Frankfurt přílišné významné úspěchy až do ročníku 1916/17, kdy obsadil definitivní třetí místo po finálové účasti. Významnou postavou frankfurtského fotbalu této doby byl německý reprezentant Camillo Ugi.

### Poválečné období (1945–1962)
Během 2. světové války byly klubové pozemky na Bornheimer Hang zdecimovány leteckými útoky a bombardováním. Po válce je zabavila, částečně zaštěrkovala a využila americká armáda jako parkoviště vlastních vojenských vozidel. Pro sportovní účely zprvu využívaly FSV Frankfurt a Eintracht Frankfurt sportoviště při Roseggerstraße. Prvním poválečným fotbalovým soupeřem byl 8. července 1945 Union Niederrad. V březnu 1946 se klub navrátil zpět do původních míst. Úplné zrekonstruování válkou zničeného trvalo do roku 1953.
Ligová soutěž jižního Německa stihla odstartovat ještě roku 1945. Nejvyšším patrem soutěže se stala Oberliga. Vedle sousedního Eintrachtu a Kickers Offenbach patřil FSV Frankfurt k zástupcům hesenské kopané v nové šestnáctičlenné Oberlize Süd. FSV již déle nenáleželo mezi ligovou špičku a zapadlo do šedého průměru. V letech 1950 a 1951 obsadilo mužstvo až 15. pozici. Lokální rival Eintracht naopak zažíval úspěšnější časy. Výhra FSV nad Eintrachtem 9. března 1957 v poměru 4-3 na této skutečnosti nic neměnila a tato výhra se stala na dlouhou dobu poslední proti městskému sokovi. Předposlední příčka v ročníku 1961/62 znamenala rozloučení s nejvyšší soutěží a historicky první sestup.

### Z Regionalligy do druhé Bundesligy (2007–dosud)
Sezónu 2007/08 prožil FSV v třetí Regionallize. Zde si počínal nadmíru dobře a po vzoru předchozího roku skončil na nejvyšší příčce. Zopakoval se tak rok 1994, kdy Frankfurt obdobným způsobem během jednoho roku "proskočil" do druhé ligy. V listopadu 2007 klub také zahájil stavbu nového stadionu. Ten byl dokončen přibližně po roce a nabídl kapacitu 10 300 míst, přičemž mohl být možnostně rozšířen až na 15 000 míst.
V této době ujednal klub smlouvy s novými hlavními sponzory – se společnostmi Frankfurter Volksbank a Hyundai. Kvůli stanovám německého svazu DFB odehrál v ročníku 2008/09 oficiální ligové i pohárové domácí zápasy na nedomácí půdě stadionu Commerzbank Areny sousedního Eintrachtu. Druholigová jízda nezačala po dvanáctileté absenci nejlépe. První vítězství Frankfurt získal v 5. ligovém kole, zatímco všechny předešlé zápasy prohrál. Uběhly tři kola a tým prvně okusil poslední pozici. Teprve v posledním zápase podzimní části vybojoval druhou výhru proti FC St. Pauli. Jaro odstartoval první venkovní tříbodový zisk na hřišti Rot Weiss Ahlen po vysoké výhře 4-0. Frankfurtským se zdařilo vymanit ze sestupových vod. Únorová série čtyř utkání bez porážky se stala zásadní pro boj o udržení. FSV se zachránil a dokončil sezónu na 15. místě.
Ani další sezóna 2009/10 nepatřila mezi snové a klidné. Působení v DFB poháru skončilo hned na začátku prohrou s Borussií Mönchengladbach. V lize to nebylo o nic lepší – první dvě ligová kola zachytila Frankfurt na poslední příčce. Po 8. kole ohlásil demisi trenér Tomas Oral a funkci hlavního kouče převzal Hans-Jürgen Boysen, předtím působící u nedalekého týmu Kickers Offenbach. Roztržité období a jediná domácí výhra znamenaly pohyb mezi posledními sestupovými místy. Koncem podzimní části to byla 16. pozice se ztrátou šesti bodů do pásma nesestupujících. Start do jara se hrubě nevyvedl, Frankfurt dvakrát prohrál 0-5 a situace se stala kritickou. Sportovní vedení zareagovalo potrestáním některých fotbalistů z prvního mužstva jejich přeřazením do rezervy. Brankář Matías Cenci byl dokonce propuštěn. Vedení vyjednalo příchod posil – Vlad Munteanu s prvobundesligovými zkušenostmi přišel z VfL Wolfsburg a dorazil i útočník Sascha Mölders. Rázná rozhodnutí a opatření klubových představitelů se ukázala jako účinná, jelikož posily se včas zapracovaly a tým zaznamenal sérii bez porážky. FSV Frankfurt skončil ligu znovu na 15. pozici a uhájil druholigovou příslušnost i pro ročník 2010/11. Během léta opět proběhly personální změny a z původní základní jedenáctky v mužstvu setrvala jen čtveřice fotbalistů. Podzim překvapil frankfurtskými výboji a působením tohoto týmu v horních patrech tabulky, občas se FSV zapojil též do postupových bojů. Příchod jarní desetizápasové řady bez vítězství ale Frankfurt potopil zpět do známých dolních tabulkových míst, výsledky z podzimu ovšem klubu v konečném součtu napomohly ke 13. místu. I další letní mezisezónní období proběhly četné hráčské přestupy, rapidní změny se projevily obzvláště v záložních řadách a útoku. Nová sezóna započala nevyrovnanými výkony a občasnými vysokými prohrami. Jedna z oněch vysokých proher se odehrála na domácím stánku frankfurtského rivala Eintrachtu, který FSV zdecimoval 4-0 před zraky přibližně 50 000 diváků. Jednalo se o první městské derby po době téměř půlstoletí. Vzhledem k výsledkům nebylo koncem kalendářního roku překvapením 16. místo a ani propuštění kouče Hanse-Jürgena Boysena. V zimě posílený mančaft převzal nově trenér Benno Möhlmann. Zatímco na podzim doma Frankfurt ani jediný zápas nevyhrál, během jara zde již plně nepodoval žádný jiný celek než FSV. Möhlmannova taktovka se projevila záchranou a konečnou třináctou příčkou.
Ročník 2012/13 probíhal zcela odlišně než ročníky předchozí. Frankfurtský celek již netížily sestupové starosti a naopak bojoval o dosažení na postupové břehy. Třetího postupového "břehu" se však přece jen zmocnil 1. FC Kaiserslautern. I tak se tato sezóna stala historicky nejúspěšnější v novodobé historii frankfurtského FSV se ziskem 54 bodů a čtvrtého místa.

## Historické názvy
Zdroj: 
- 1899 – FSV 1899 Frankfurt/Main (Fußball-Sport-Vereins 1899 Frankfurt/Main)
- 1945 – zánik
- 1945 – obnovena činnost pod názvem FSV Frankfurt (Fußballsportverein Frankfurt 1899)

## Získané trofeje
- Süddeutsch Fußballmeisterschaft ( 1× )
  - 1932/33
- Hessenpokal ( 1× )
  - 1989/90

## Umístění v jednotlivých sezonách
Stručný přehled
Zdroj: 
- 1933–1939: Gauliga Südwest
- 1939–1941: Gauliga Südwest-Mainhessen
- 1941–1942: Gauliga Hessen-Nassau – sk. A
- 1942–1944: Gauliga Hessen-Nassau
- 1945–1962: Fußball-Oberliga Süd
- 1962–1963: II. Division Süd
- 1963–1968: Fußball-Regionalliga Süd
- 1968–1969: 1. Amateurliga Hessen
- 1969–1970: Fußball-Regionalliga Süd
- 1970–1973: 1. Amateurliga Hessen
- 1973–1974: Fußball-Regionalliga Süd
- 1974–1975: 1. Amateurliga Hessen
- 1975–1981: 2. Fußball-Bundesliga Süd
- 1981–1982: Fußball-Oberliga Hessen
- 1982–1983: 2. Fußball-Bundesliga
- 1983–1994: Fußball-Oberliga Hessen
- 1994–1995: 2. Fußball-Bundesliga
- 1995–1996: Fußball-Regionalliga Süd
- 1996–1998: Fußball-Oberliga Hessen
- 1998–2000: Fußball-Regionalliga Süd
- 2000–2007: Fußball-Oberliga Hessen
- 2007–2008: Fußball-Regionalliga Süd
- 2008–2016: 2. Fußball-Bundesliga
- 2016–2017: 3. Fußball-Liga
- 2017– : Fußball-Regionalliga Südwest

Jednotlivé ročníky
Zdroj: 
Legenda: Z - zápasy, V - výhry, R - remízy, P - porážky, VG - vstřelené góly, OG - obdržené góly, +/- - rozdíl skóre, B - body, zlaté podbarvení - 1. místo, stříbrné podbarvení - 2. místo, bronzové podbarvení - 3. místo, červené podbarvení - sestup, zelené podbarvení - postup, fialové podbarvení - reorganizace, změna skupiny či soutěže
| Velkoněmecká říše (1933 – 1944)      |                               |        |    |     |     |     |     |     |     |    |        |
| Sezóny                               | Liga                          | Úroveň | Z  | V   | R   | P   | VG  | OG  | +/- | B  | Pozice |
| 1933/34                              | Gauliga Südwest               | 1      | 22 | 9   | 3   | 10  | 43  | 48  | -5  | 21 | 6.     |
| 1934/35                              | Gauliga Südwest               | 1      | 20 | 8   | 7   | 5   | 43  | 42  | +1  | 23 | 4.     |
| 1935/36                              | Gauliga Südwest               | 1      | 18 | 8   | 3   | 7   | 37  | 30  | +7  | 19 | 5.     |
| 1936/37                              | Gauliga Südwest               | 1      | 18 | 6   | 6   | 6   | 37  | 31  | +6  | 18 | 5.     |
| 1937/38                              | Gauliga Südwest               | 1      | 18 | 7   | 3   | 8   | 33  | 33  | 0   | 17 | 5.     |
| 1938/39                              | Gauliga Südwest               | 1      | 18 | 9   | 5   | 4   | 38  | 27  | +11 | 23 | 2.     |
| 1939/40                              | Gauliga Südwest-Mainhessen    | 1      | 12 | 17  | 0   | 5   | 33  | 27  | +6  | 14 | 3.     |
| 1940/41                              | Gauliga Südwest-Mainhessen    | 1      | 14 | 5   | 2   | 7   | 24  | 33  | -9  | 12 | 5.     |
| 1941/42                              | Gauliga Hessen-Nassau – sk. A | 1      | 12 | 7   | 2   | 3   | 34  | 21  | +13 | 16 | 3.     |
| 1942/43                              | Gauliga Hessen-Nassau         | 1      | 18 | 12  | 5   | 1   | 65  | 24  | +41 | 29 | 2.     |
| 1943/44                              | Gauliga Hessen-Nassau         | 1      | 18 | 10  | 3   | 15  | 78  | 39  | +39 | 23 | 3.     |
| Americká okupační zóna (1945 – 1949) |                               |        |    |     |     |     |     |     |     |    |        |
| Sezóny                               | Liga                          | Úroveň | Z  | V   | R   | P   | VG  | OG  | +/- | B  | Pozice |
| 1945/46                              | Fußball-Oberliga Süd          | 1      | 30 | 8   | 10  | 12  | 44  | 62  | -18 | 26 | 10.    |
| 1946/47                              | Fußball-Oberliga Süd          | 1      | 38 | 9   | 15  | 14  | 35  | 50  | -15 | 33 | 14.    |
| 1947/48                              | Fußball-Oberliga Süd          | 1      | 38 | 17  | 9   | 12  | 66  | 50  | +16 | 43 | 7.     |
| 1948/49                              | Fußball-Oberliga Süd          | 1      | 30 | 11  | 5   | 14  | 40  | 53  | -13 | 27 | 12.    |
| Německo (1949 – )                    |                               |        |    |     |     |     |     |     |     |    |        |
| Sezóny                               | Liga                          | Úroveň | Z  | V   | R   | P   | VG  | OG  | +/− | B  | Pozice |
| 1949/50                              | Fußball-Oberliga Süd          | 1      | 30 | 13  | 8   | 9   | 45  | 38  | +7  | 34 | 5.     |
| 1950/51                              | Fußball-Oberliga Süd          | 1      | 34 | 18  | 7   | 9   | 71  | 52  | +19 | 43 | 5.     |
| 1951/52                              | Fußball-Oberliga Süd          | 1      | 30 | 10  | 10  | 10  | 45  | 58  | -13 | 30 | 7.     |
| 1952/53                              | Fußball-Oberliga Süd          | 1      | 30 | 9   | 10  | 11  | 38  | 44  | -6  | 28 | 11.    |
| 1953/54                              | Fußball-Oberliga Süd          | 1      | 30 | 11  | 8   | 11  | 60  | 56  | +4  | 30 | 7.     |
| 1954/55                              | Fußball-Oberliga Süd          | 1      | 30 | 13  | 7   | 10  | 55  | 49  | +6  | 33 | 6.     |
| 1955/56                              | Fußball-Oberliga Süd          | 1      | 30 | 13  | 3   | 14  | 51  | 43  | +8  | 29 | 9.     |
| 1956/57                              | Fußball-Oberliga Süd          | 1      | 30 | 9   | 8   | 13  | 41  | 60  | -19 | 26 | 11.    |
| 1957/58                              | Fußball-Oberliga Süd          | 1      | 30 | 9   | 6   | 15  | 33  | 46  | -13 | 24 | 13.    |
| 1958/59                              | Fußball-Oberliga Süd          | 1      | 30 | 10  | 4   | 16  | 49  | 69  | -20 | 24 | 11.    |
| 1959/60                              | Fußball-Oberliga Süd          | 1      | 30 | 11  | 6   | 13  | 59  | 53  | +6  | 28 | 9.     |
| 1960/61                              | Fußball-Oberliga Süd          | 1      | 30 | 9   | 8   | 13  | 45  | 59  | -14 | 26 | 12.    |
| 1961/62                              | Fußball-Oberliga Süd          | 1      | 30 | 7   | 7   | 16  | 35  | 65  | -30 | 21 | 15.    |
| 1962/63                              | II. Division Süd              | 2      | 34 | ... | ... | ... | 63  | 46  | +17 | 45 | 1.     |
| 1963/64                              | Fußball-Regionalliga Süd      | 2      | 38 | 13  | 5   | 20  | 69  | 85  | -16 | 31 | 16.    |
| 1964/65                              | Fußball-Regionalliga Süd      | 2      | 36 | 15  | 6   | 15  | 52  | 59  | -7  | 36 | 10.    |
| 1965/66                              | Fußball-Regionalliga Süd      | 2      | 34 | 14  | 4   | 16  | 61  | 76  | -15 | 32 | 14.    |
| 1966/67                              | Fußball-Regionalliga Süd      | 2      | 34 | 12  | 4   | 18  | 37  | 58  | -21 | 28 | 13.    |
| 1967/68                              | Fußball-Regionalliga Süd      | 2      | 34 | 5   | 10  | 19  | 37  | 61  | -24 | 20 | 16.    |
| 1968/69                              | 1. Amateurliga Hessen         | 3      | 34 | ... | ... | ... | 72  | 34  | +38 | 51 | 1.     |
| 1969/70                              | Fußball-Regionalliga Süd      | 2      | 38 | 9   | 7   | 22  | 34  | 79  | -45 | 25 | 19.    |
| 1970/71                              | 1. Amateurliga Hessen         | 3      | 34 | ... | ... | ... | 78  | 32  | +46 | 51 | 2.     |
| 1971/72                              | 1. Amateurliga Hessen         | 3      | 36 | ... | ... | ... | 124 | 39  | +85 | 62 | 2.     |
| 1972/73                              | 1. Amateurliga Hessen         | 3      | 34 | ... | ... | ... | 92  | 31  | +61 | 58 | 1.     |
| 1973/74                              | Fußball-Regionalliga Süd      | 2      | 34 | 14  | 6   | 14  | 54  | 54  | 0   | 34 | 11.    |
| 1974/75                              | 1. Amateurliga Hessen         | 3      | 36 | ... | ... | ... | 95  | 24  | +71 | 61 | 1.     |
| 1975/76                              | 2. Fußball-Bundesliga Süd     | 2      | 38 | 15  | 5   | 18  | 49  | 63  | -14 | 35 | 13.    |
| 1976/77                              | 2. Fußball-Bundesliga Süd     | 2      | 38 | 14  | 12  | 12  | 65  | 58  | +7  | 40 | 7.     |
| 1977/78                              | 2. Fußball-Bundesliga Süd     | 2      | 38 | 11  | 12  | 15  | 54  | 62  | -8  | 34 | 15.    |
| 1978/79                              | 2. Fußball-Bundesliga Süd     | 2      | 38 | 15  | 4   | 19  | 59  | 66  | -7  | 34 | 12.    |
| 1979/80                              | 2. Fußball-Bundesliga Süd     | 2      | 40 | 13  | 6   | 21  | 63  | 97  | -34 | 32 | 18.    |
| 1980/81                              | 2. Fußball-Bundesliga Süd     | 2      | 38 | 13  | 6   | 19  | 51  | 76  | -25 | 32 | 15.    |
| 1981/82                              | Fußball-Oberliga Hessen       | 3      | 36 | 24  | 7   | 5   | 87  | 37  | +50 | 55 | 1.     |
| 1982/83                              | 2. Fußball-Bundesliga         | 2      | 38 | 9   | 8   | 21  | 50  | 86  | -36 | 26 | 19.    |
| 1983/84                              | Fußball-Oberliga Hessen       | 3      | 34 | ... | ... | ... | 92  | 38  | +54 | 48 | 3.     |
| 1984/85                              | Fußball-Oberliga Hessen       | 3      | 36 | ... | ... | ... | 52  | 49  | +3  | 36 | 10.    |
| 1985/86                              | Fußball-Oberliga Hessen       | 3      | 34 | ... | ... | ... | 69  | 38  | +31 | 39 | 5.     |
| 1986/87                              | Fußball-Oberliga Hessen       | 3      | 32 | ... | ... | ... | 63  | 42  | +21 | 39 | 3.     |
| 1987/88                              | Fußball-Oberliga Hessen       | 3      | 34 | ... | ... | ... | 77  | 51  | +26 | 44 | 5.     |
| 1988/89                              | Fußball-Oberliga Hessen       | 3      | 30 | ... | ... | ... | 57  | 41  | +16 | 36 | 4.     |
| 1989/90                              | Fußball-Oberliga Hessen       | 3      | 34 | ... | ... | ... | 52  | 51  | +1  | 32 | 8.     |
| 1990/91                              | Fußball-Oberliga Hessen       | 3      | 34 | ... | ... | ... | 51  | 51  | 0   | 37 | 6.     |
| 1991/92                              | Fußball-Oberliga Hessen       | 3      | 32 | ... | ... | ... | 54  | 36  | +18 | 39 | 5.     |
| 1992/93                              | Fußball-Oberliga Hessen       | 3      | 32 | ... | ... | ... | 62  | 27  | +35 | 43 | 2.     |
| 1993/94                              | Fußball-Oberliga Hessen       | 3      | 34 | ... | ... | ... | 76  | 36  | +40 | 51 | 1.     |
| 1994/95                              | 2. Fußball-Bundesliga         | 2      | 34 | 3   | 6   | 25  | 39  | 103 | -64 | 12 | 18.    |
| 1995/96                              | Fußball-Regionalliga Süd      | 3      | 34 | 3   | 7   | 24  | 29  | 65  | -36 | 16 | 18.    |
| 1996/97                              | Fußball-Oberliga Hessen       | 4      | 34 | 15  | 8   | 11  | 60  | 51  | +9  | 53 | 7.     |
| 1997/98                              | Fußball-Oberliga Hessen       | 4      | 30 | 19  | 6   | 5   | 77  | 37  | +40 | 63 | 1.     |
| 1998/99                              | Fußball-Regionalliga Süd      | 3      | 34 | 11  | 5   | 18  | 45  | 62  | -17 | 38 | 15.    |
| 1999/00                              | Fußball-Regionalliga Süd      | 3      | 34 | 10  | 11  | 13  | 48  | 57  | -9  | 41 | 14.    |
| 2000/01                              | Fußball-Oberliga Hessen       | 4      | 34 | 16  | 8   | 10  | 70  | 44  | +26 | 56 | 4.     |
| 2001/02                              | Fußball-Oberliga Hessen       | 4      | 34 | 21  | 10  | 3   | 79  | 35  | +44 | 73 | 2.     |
| 2002/03                              | Fußball-Oberliga Hessen       | 4      | 34 | 22  | 7   | 5   | 90  | 36  | +54 | 73 | 3.     |
| 2003/04                              | Fußball-Oberliga Hessen       | 4      | 34 | 16  | 5   | 13  | 58  | 40  | +18 | 53 | 6.     |
| 2004/05                              | Fußball-Oberliga Hessen       | 4      | 34 | 24  | 7   | 3   | 77  | 36  | +41 | 79 | 2.     |
| 2005/06                              | Fußball-Oberliga Hessen       | 4      | 34 | 23  | 6   | 5   | 73  | 26  | +47 | 75 | 1.     |
| 2006/07                              | Fußball-Oberliga Hessen       | 4      | 34 | 26  | 7   | 1   | 80  | 19  | +61 | 85 | 1.     |
| 2007/08                              | Fußball-Regionalliga Süd      | 3      | 34 | 17  | 11  | 6   | 57  | 31  | +26 | 62 | 1.     |
| 2008/09                              | 2. Fußball-Bundesliga         | 2      | 34 | 9   | 11  | 14  | 34  | 47  | -13 | 38 | 15.    |
| 2009/10                              | 2. Fußball-Bundesliga         | 2      | 34 | 9   | 11  | 14  | 29  | 50  | -21 | 38 | 15.    |
| 2010/11                              | 2. Fußball-Bundesliga         | 2      | 34 | 11  | 5   | 18  | 42  | 54  | -12 | 38 | 13.    |
| 2011/12                              | 2. Fußball-Bundesliga         | 2      | 34 | 7   | 14  | 13  | 43  | 59  | -16 | 35 | 13.    |
| 2012/13                              | 2. Fußball-Bundesliga         | 2      | 34 | 16  | 6   | 12  | 55  | 45  | +10 | 54 | 4.     |
| 2013/14                              | 2. Fußball-Bundesliga         | 2      | 34 | 11  | 8   | 15  | 46  | 51  | -5  | 41 | 13.    |
| 2014/15                              | 2. Fußball-Bundesliga         | 2      | 34 | 10  | 9   | 15  | 41  | 53  | -12 | 39 | 13.    |
| 2015/16                              | 2. Fußball-Bundesliga         | 2      | 34 | 8   | 8   | 18  | 33  | 59  | -26 | 32 | 17.    |
| 2016/17                              | 3. Fußball-Liga               | 3      | 38 | 7   | 13  | 18  | 38  | 50  | -12 | 25 | 20.    |
| 2017/18                              | Fußball-Regionalliga Südwest  | 4      | 36 | 12  | 5   | 19  | 49  | 66  | -17 | 41 | 14.    |
| 2018/19                              | Fußball-Regionalliga Südwest  | 4      | 34 |     |     |     |     |     |     |    |        |

Poznámky
- 2016/17: Svazem odečteno devět bodů z důvodu nesplnění licenčních podmínek (probíhající insolvenční řízení) pro účast ve třetí nejvyšší soutěži.